# Біла (притока Рати)
Біла — річка в Україні, у межах Яворівського, Жовківського і (частково) Сокальського районів Львівської області. Права притока Рати (басейн Західного Бугу). Тече з південного заходу на північний схід.

## Розташування
Бере початок між пагорбами Розточчя, на південний захід від смт Магерів. Від Магерова до гирла тече Надбужанською котловиною з південного заходу на північний схід. Впадає в Рату біля села Бутини.

## Опис
Довжина Білої 40 км, площа басейну 180 км². Ширина долини у верхній течії 200 м, в середній — 1—2 км. Заплава заболочена. Річище звивисте, завширшки 5—7,5 м, дно рівне, піщане. Глибина пересічно 0,7—1 м. Похил річки 2,5 м/км. Річище на окремих ділянках відрегульоване. Використовується для технічного водопостачання.

## Притоки
Головні притоки: Кунинський, Жабник (праві).